# Eduard Rochlitz

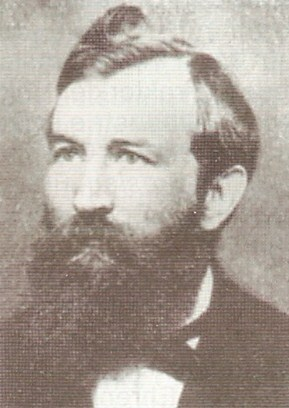
Eduard Rochlitz

Eduard Rochlitz (* 2. August 1829 in Schwetz, Westpreußen; † 14. November 1904 in Dresden; vollständiger Name: Wilhelm August Eduard Rochlitz) war ein deutscher Ingenieur, preußischer Baubeamter und Hochschullehrer.

## Leben
Rochlitz wurde 1859 zum Regierungsbaumeister (Assessor im öffentlichen Bauwesen) ernannt. Im Jahr 1867 wurde er kommissarischer Telegrafenbauinspektor in Hannover und 1868 Telegrafendirektionsrat. Ab 1869 war er Dozent für elektrische Telegrafie an der Polytechnischen Schule Hannover. 1876 wurde er zum Postrat befördert.
Im Jahr 1876 wurde Rochlitz nach Königsberg versetzt, 1884 nach Kiel und 1888 nach Münster. 1893 wurde er zum Oberpostrat ernannt und zum 1. Juli desselben Jahres in den Ruhestand entlassen.
Sein Bruder war der preußische Landrat und Abgeordnete Otto Rochlitz. Aus der 1859 geschlossenen Ehe mit Clara Mathilde, geb. Nitykowski, gingen drei Töchter und zwei Söhne hervor.